# Arnold Janssen

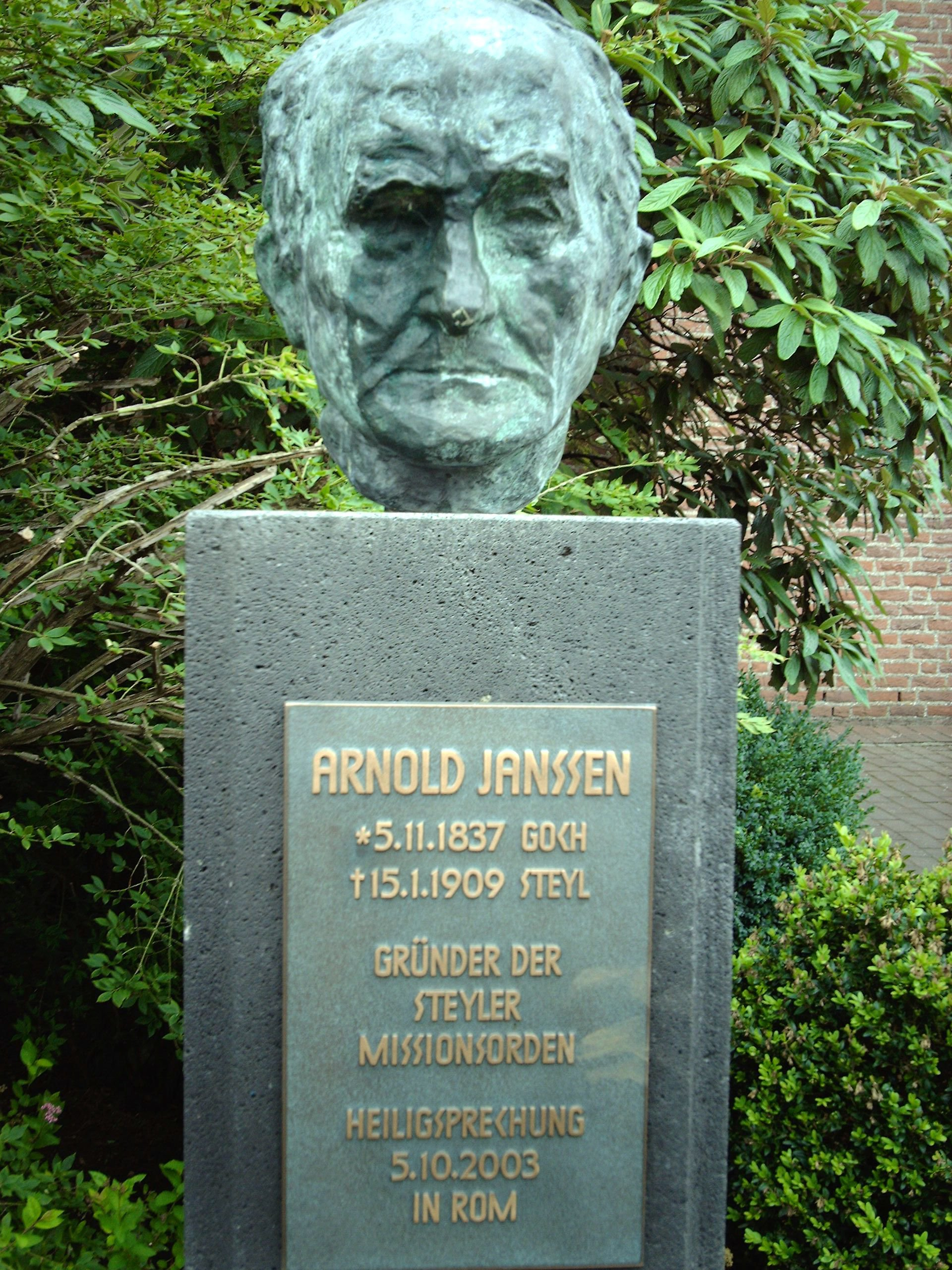
Bronzebüste des Hl. Arnold Janssen an der St.-Arnold-Janssen-Kirche in Goch

Arnold Janssen SVD (* 5. November 1837 in Goch am Niederrhein; † 15. Januar 1909 in Steyl, Niederlande) war ein deutscher Missionar und der Gründer der Steyler Missionare (Societas Verbi Divini, Gesellschaft des Göttlichen Wortes), der Steyler Missionsschwestern und der Steyler Anbetungsschwestern. Er ist ein Heiliger der katholischen Kirche.

## Leben und Wirken

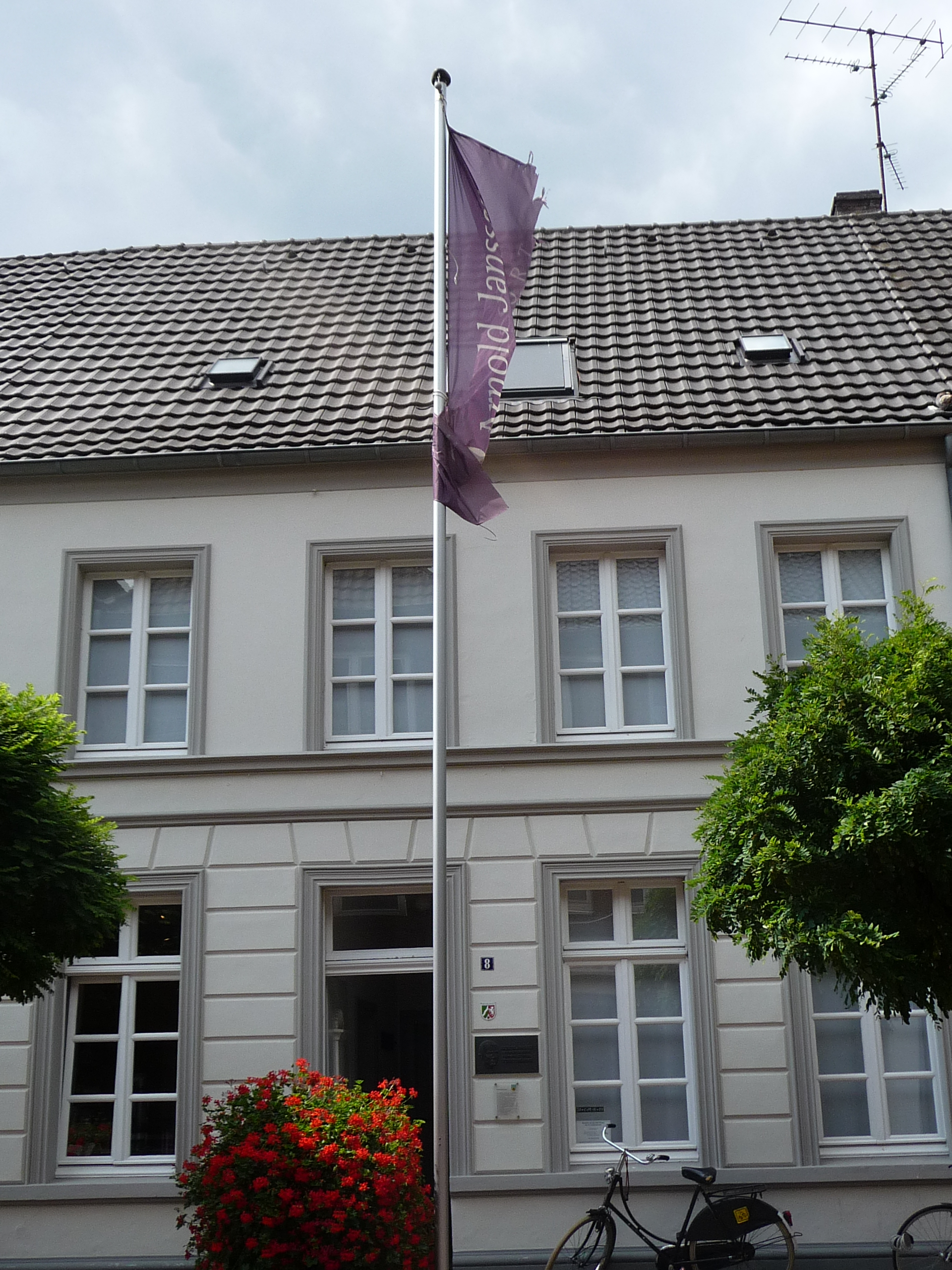
Geburtshaus von Arnold Janssen

Gedenktafel an Arnold Janssens Geburtshaus

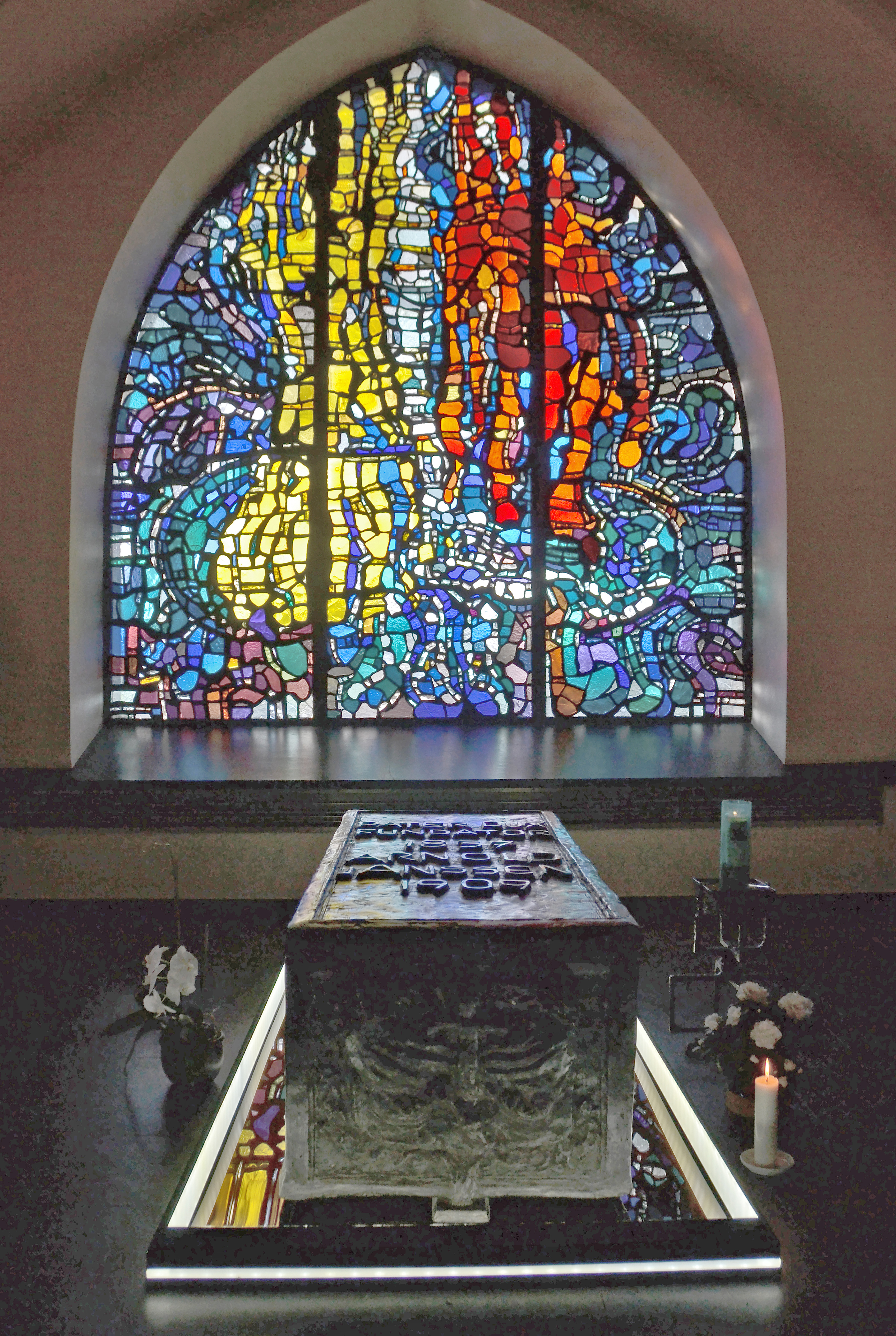
Hochgrab von Arnold Janssen – Missionshaus St. Michael in Steyl (NL)

Arnold Janssen wurde als zweites von elf Geschwistern geboren. Er war einer der ersten Schüler des neu eingerichteten katholischen Internats Collegium Augustinianum Gaesdonck unweit seiner Geburtsstadt. Nach dem Abitur, das er dort 1855 ablegte, studierte er Mathematik und Naturwissenschaften in Bonn und Münster und anschließend, im zweiten Studiengang, Theologie in Münster. Er empfing am 15. August 1861 die Priesterweihe für das Bistum Münster. Anschließend wurde er Lehrer an der höheren Bürgerschule in Bocholt in Westfalen.
Im Jahr 1873 – während des Kulturkampfes – verzichtete er auf seine Lehrtätigkeit, wechselte als Hausgeistlicher an das Ursulinenkloster in Kempen am Niederrhein und gab bald darauf eine Monatszeitschrift unter dem Namen Der kleine Herz-Jesu-Bote heraus, in der er Nachrichten aus der Mission veröffentlichte und die deutschsprachigen Katholiken zur „Heidenmission“ aufrief. In anderen Ländern gab es zu jener Zeit Zentren zur Ausbildung von Missionaren, nur in Deutschland nicht. Janssen hoffte, dass irgendein Priester mit Interesse an der Mission ein Haus zur Vorbereitung von Missionaren für den Einsatz in Übersee gründen würde. Er selbst wollte das Projekt durch öffentliche Werbung und Spendensammlung mit Hilfe seiner Zeitschrift fördern.
Als niemand auf seine Idee einging, ein „deutsches Missionshaus“ zu gründen, sah er sich immer mehr, nicht zuletzt angeregt vom Apostolischen Vikar von Hongkong, Timoleone Raimundi, selbst für diese schwierige Aufgabe berufen. Mit Zustimmung einiger Bischöfe begann Janssen Geld zu sammeln, während er gleichzeitig nach einem geeigneten Ort suchte. Auf dem Höhepunkt des Kulturkampfes in Deutschland konnte er im niederländischen Ort Steyl in der Nähe von Venlo im Bistum Roermond, gleich hinter der deutschen Grenze, ein altes Gasthaus kaufen. Das Haus wurde am 8. September 1875 eingeweiht, ein Datum, mit dem man später die Gründung der Gesellschaft des Göttlichen Wortes verband. In dem alten Gebäude begann man mit der Ausbildung der ersten zwei Missionare, die am 2. März 1879 in Richtung Kaiserreich China aufbrachen. Einer von ihnen war Josef Freinademetz, geboren in Abtei-Oies, Südtirol, der später gemeinsam mit Arnold Janssen heiliggesprochen wurde.
Arnold Janssen hatte die Bedeutung von Zeitschriften erkannt, sowohl für die Verbreitung des Missionsgedankens bei jungen Menschen als auch für die Beschaffung der nötigen Finanzmittel. Bereits vier Monate nach der Einweihung des Hauses gründete er eine eigene Druckerei, von der aus ehrenamtliche Mitarbeiter die Zeitschriften im deutschen Sprachraum verteilten. Zu den wichtigsten verlegten Werken zählt die von Janssens Bruder Johannes (1853–1898) verfasste dreibändige Tugendschule. Die 1878 von Janssen gegründete Zeitschrift stadtgottes erscheint bis heute unter dem Namen Leben jetzt und wird vom Steyler Medienapostolat herausgegeben.
Die zunehmende Anzahl an Studenten erforderte den Ausbau des Hauses. Viele Männer arbeiteten als freiwillige Helfer in Steyl, und nicht wenige waren bereit, ihr Leben lang als Handwerker der Mission zu dienen. So entwickelte sich die neue Gesellschaft als eine Gemeinschaft von Brüdern und Priestern, obwohl dies ursprünglich gar nicht geplant war. Bis 1885 lebten sie nach der Regel des Dritten Ordens der Dominikaner.
Nach einigen Jahren begann Janssen, an eine zweite Gründung zu denken, und zwar in Österreich, möglichst nahe bei Wien. Allerdings stand diesem Wunsch eine aus dem Jahre 1850 stammende kaiserliche Verordnung entgegen, wonach der Vorstand einer solchen zu errichtenden Anstalt „in der Regel ein österreichischer Staatsbürger“ sein musste. Die damalige Gemeinde Goggendorf (heute Katastralgemeinde von Sitzendorf an der Schmida) gewährte Janssen über Vermittlung des örtlichen Pfarrers am 12. April 1885 das Heimatrecht und Janssen, der damit die österreichische Staatsbürgerschaft erhalten hatte, konnte darangehen, das Missionshaus Sankt Gabriel in der Gemeinde Maria Enzersdorf bei Mödling südlich von Wien zu gründen, welches am 14. Oktober 1889 eröffnet wurde. Später, im Jahre 1904, gründete Janssen ein zweites Missionshaus in Österreich, das Missionshaus St. Rupert bei Bischofshofen im Land Salzburg.

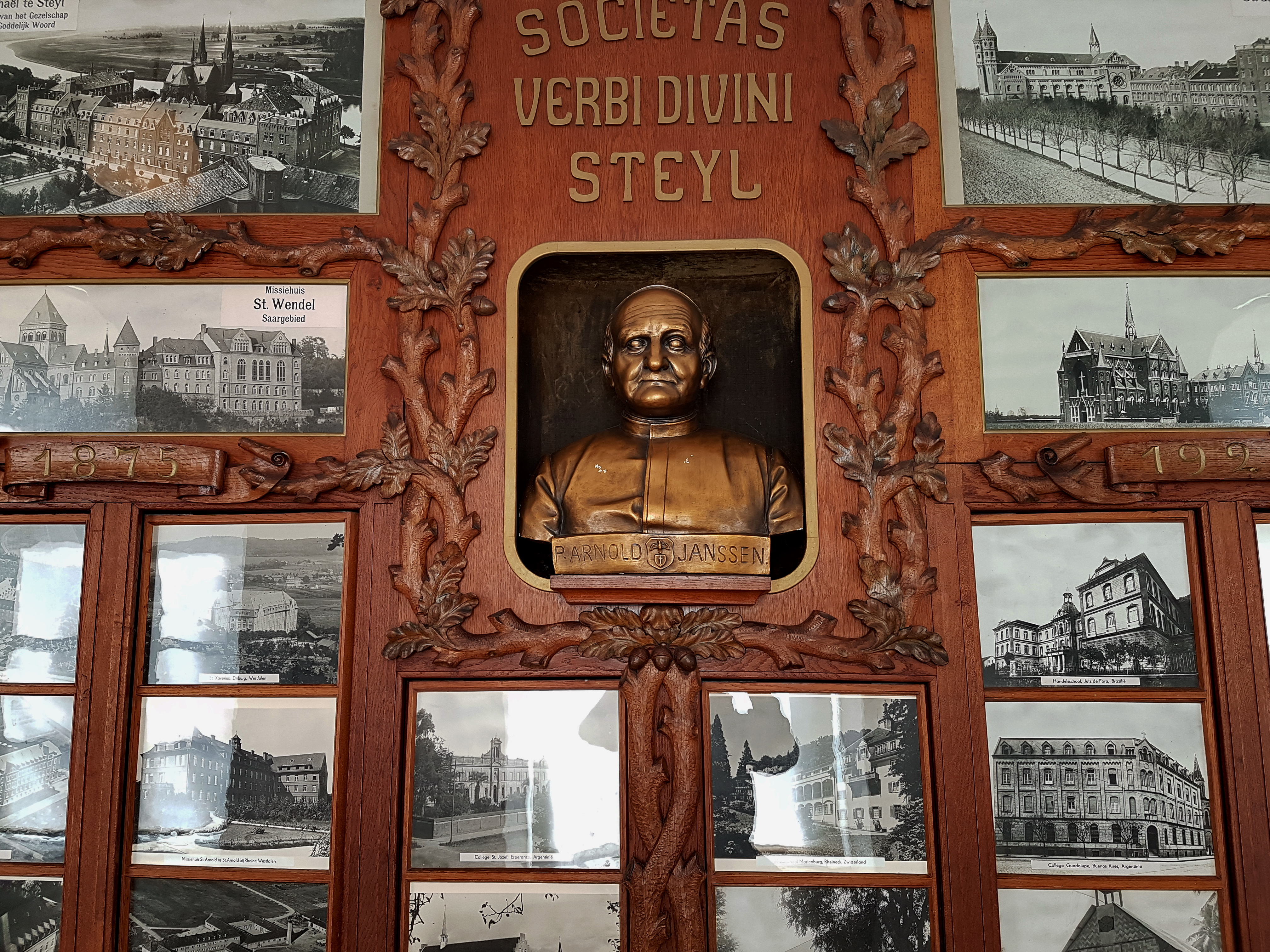
Arnold Janssen mit einigen von ihm gestifteten Missionshäusern

Beim ersten Generalkapitel im Jahre 1885 wurde entschieden, die Steyler Gemeinschaft unter dem Namen Gesellschaft des Göttlichen Wortes (lateinisch Societas Verbi Divini, SVD) als Ordensgemeinschaft zu errichten. Ihr Hauptziel sollte der Dienst in der Verkündigung des Evangeliums sein, vor allem unter Nichtchristen. Das Kapitel wählte Arnold Janssen zum ersten Generalsuperior. Zu den freiwilligen Helfern im Missionshaus gehörten auch einige Frauen, die in der Küche arbeiteten, die Wäsche besorgten und andere Hausarbeiten erledigten, darunter die Seligen Hendrina Stenmanns und Helena Stollenwerk. Ihr eigentliches Ziel war, als Missionsschwestern der Verkündigung des Evangeliums zu dienen. Dieser Wunsch und ihr jahrelanges treues Dienen sowie die Einsicht, dass Frauen für die Mission notwendig waren, veranlassten Janssen zur Gründung der Kongregation der Dienerinnen des heiligen Geistes (Servae Spiritus Sancti, SSpS) am 8. Dezember 1889. 1895 brachen die ersten Schwestern nach Argentinien auf.
1896 wählte Janssen einige Schwestern aus, um einen kontemplativen Zweig zu gründen, die Kongregation der Dienerinnen des heiligen Geistes von der ewigen Anbetung (Servae Spiritus Sancti de Adoratione perpetua, SSpSAP). Wegen ihrer Tracht werden diese Schwestern bis heute im Volksmund auch Rosa Schwestern genannt. Ihr missionarischer Dienst sollte das immerwährende Gebet vor dem Allerheiligsten für die Anliegen der Kirche und besonders der beiden anderen Missionsgemeinschaften sein.
Bei der Feier des silbernen Jubiläums des Missionshauses zählte das Steyler Missionswerk 190 Schwestern, 208 Priester, 549 Brüder, 99 Theologiestudenten und weitere 731 Schüler in den verschiedenen Stufen. Heute arbeiten mehr als 6000 Missionare des Göttlichen Wortes aus 70 Nationen in 69 Ländern. 3500 Dienerinnen des Hl. Geistes arbeiten in 41 Ländern in den verschiedenen Bereichen der Verkündigung der Frohen Botschaft, und 400 Dienerinnen des Hl. Geistes von der Ewigen Anbetung in zehn Ländern begleiten die Schwestern und Brüder mit ihrem Gebet. Aus einer Gemeinschaft von wenigen Priestern und Brüdern wurde der siebtgrößte Männerorden weltweit, der durch seine Internationalität geprägt ist.

## Selig- und Heiligsprechung

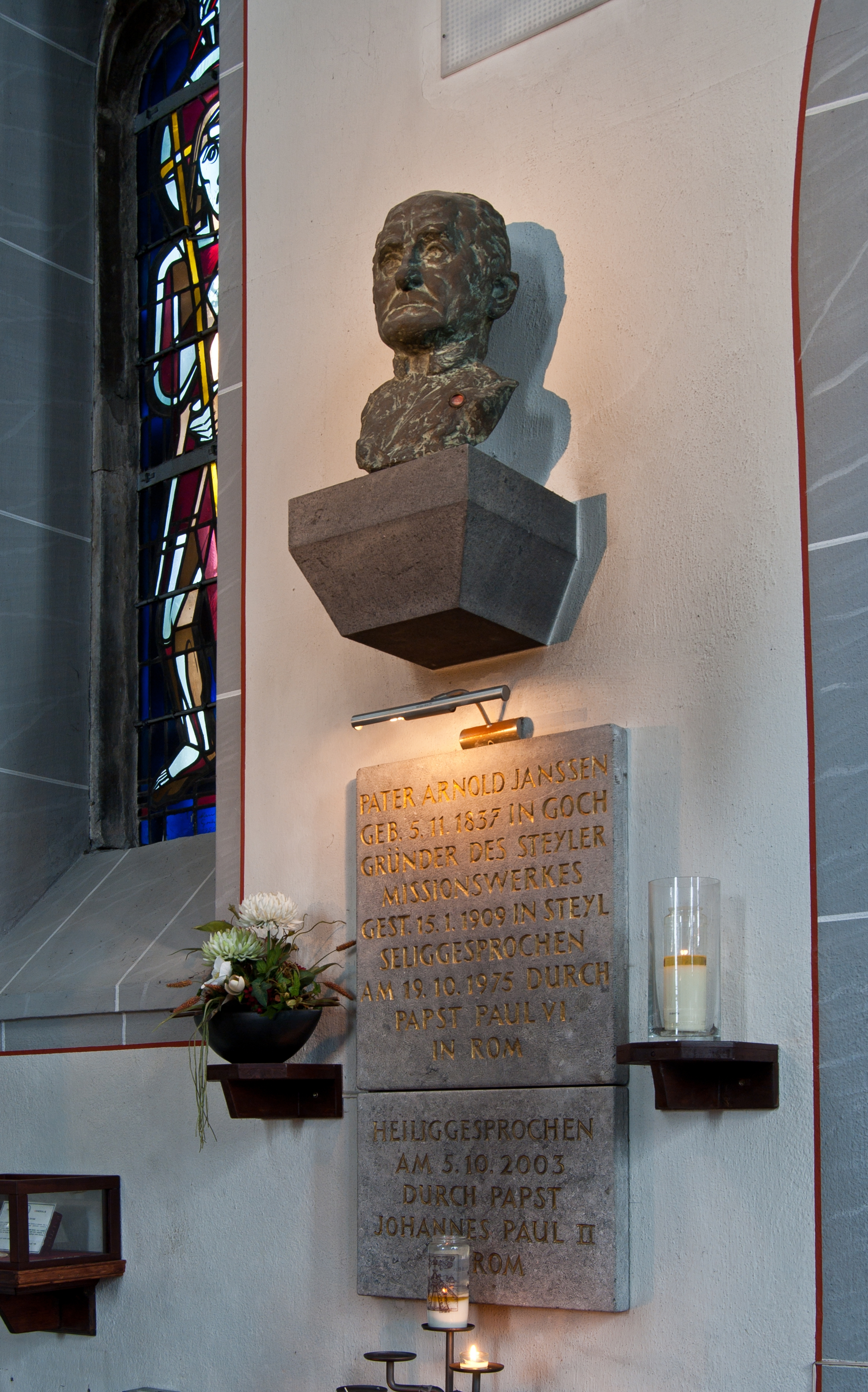
Büste mit Gedenktafel in der Kirche St. Maria Magdalena, Goch

Am 19. Oktober 1975, dem Weltmissionssonntag, wurde Pater Arnold Janssen in Rom von Papst Paul VI. zusammen mit Eugen von Mazenod, dem Gründer der Missionare Oblaten der makellosen Jungfrau Maria, und Pater Josef Freinademetz, einem der beiden ersten Steyler Missionare in China, seliggesprochen.
Am 5. Oktober 2003 wurde er von Papst Johannes Paul II. gemeinsam mit Josef Freinademetz und Daniele Comboni, dem Gründer der Comboni-Missionare, heiliggesprochen.
Sein Gedenktag ist der 15. Januar. Bei den Steyler Missionaren ist es ein Hochfest und in den Bistümern Aachen, Münster und Wien ein nichtgebotener Gedenktag.

## Ehrungen

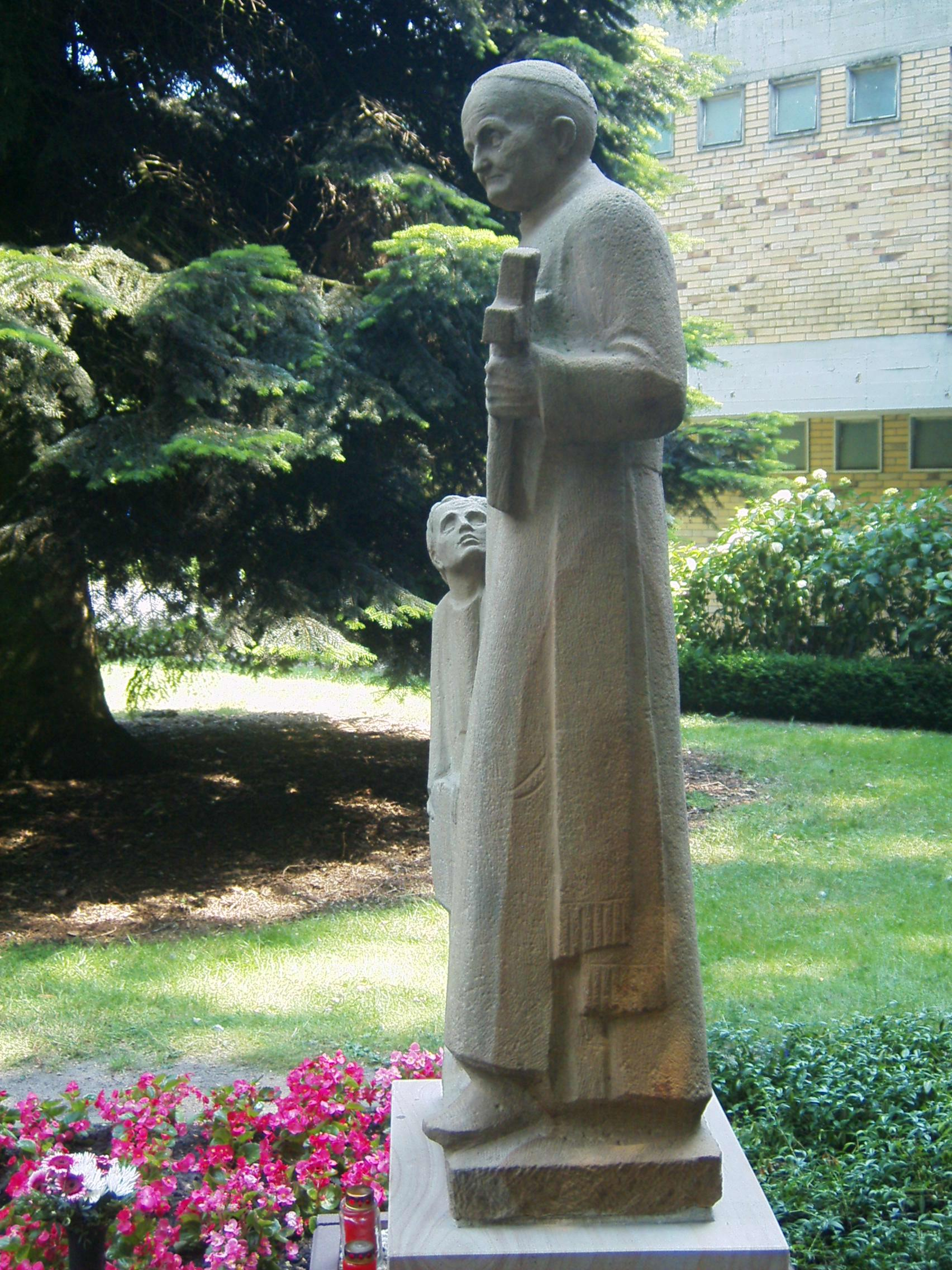
Standbild des Hl. Arnold Janssen am Missionshaus St. Arnold

In seiner Geburtsstadt Goch sind die Arnold-Janssen-Kirche und die katholische Arnold-Janssen-Gemeinde nach dem Heiligen Arnold benannt. In der Frauenstraße in Goch kann sein Geburtshaus, das Arnold-Janssen-Haus besichtigt werden.
In Neuenkirchen (Münsterland) gibt es den Ortsteil St. Arnold. Hier befindet sich an einem ehemaligen Missionshaus der Steyler Missionare das Arnold-Janssen-Gymnasium Neuenkirchen / St. Arnold, das seit 1929 von Ordensbrüdern geführt wurde und sich seit 1996 in der Trägerschaft des Bistums Münster befindet. Ein weiteres nach ihm benanntes Gymnasium ist das bereits 1898 gegründete Arnold-Janssen-Gymnasium St. Wendel im Saarland, welches 2020 den Schulbetrieb eingestellt hat. In Goch wurde die Arnold-Janssen-Grundschule und in Bocholt die Arnold-Janssen-Hauptschule nach ihm benannt.
In Bocholt, Goch, Mosbach, Nettetal-Kaldenkirchen, Neuenkirchen, Bad Driburg und  St. Augustin erhielten Straßen seinen Namen.

## Schriften

### Editionen der Korrespondenz
- Richard Hartwich (Hrsg.): Arnold Janssen und Josef Freinademetz. Briefwechsel 1904–1907 (= Studia Instituti Missiologici SVD, Bd. 23). Steyler Verlag, Nettetal 1978, ISBN 3-87787-109-7.
  - Richard Hartwich (Hrsg.): Father Arnold Janssen and Father Josef Freinademetz. Correspondence between two holy men (1904–1907) (= Analecta SVD, Bd. 91). Collegium Verbi Divini, Rom 2008.
- Josef Alt (Hrsg.): Arnold Janssen SVD. Briefe nach Südamerika (= Studia Instituti Missiologici SVD, Bd. 43–46), Steyler Verlag, Nettetal
  - Bd. 1: 1890–1899, 1989, ISBN 3-8050-0231-9.
  - Bd. 2: 1900–1902, 1991, ISBN 3-8050-0267-X.
  - Bd. 3: 1903–1904, 1992, ISBN 3-8050-0292-0.
  - Bd. 4: 1905–1908, 1993, ISBN 3-8050-0323-4.
- Josef Alt (Hrsg.): Arnold Janssen SVD, Briefe in die Vereinigten Staaten von Amerika (= Studia Instituti Missiologici SVD, Bd. 57). Steyler Verlag, Nettetal 1994, ISBN 3-8050-0339-0.
  - Josef Alt (Hrsg.): Arnold Janssen. Letters to the United States of America (= Studia Instituti Missiologici SVD, Bd. 58). Übersetzt von Robert Pung SVD und Peter Spring. Steyler Verlag, Nettetal 1998, ISBN 3-8050-0405-2.
- Josef Alt (Hrsg.):  Arnold Janssen SVD. Briefe nach Neuguinea und Australien (= Studia Instituti Missiologici SVD, Bd. 63). Steyler Verlag, Nettetal 1996, ISBN 3-8050-0370-6.
  - Josef Alt (Hrsg.): Arnold Janssen. Letters to New Guinea and Australia (= Studia Instituti Missiologici SVD, Bd. 77). Übersetzt von Frank Mihalic. Steyler Verlag, Nettetal 2001, ISBN 3-8050-0467-2.
- Josef Alt (Hrsg.):  Arnold Janssen SVD. Briefe nach China (= Studia Instituti Missiologici SVD, Bd. 73–75). Steyler Verlag, Nettetal
  - Bd. 1: 1879–1897, 2000, ISBN 3-8050-0446-X.
    - Arnold Janssen. Letters to China, Bd. 1: 1879–1897 (= Studia Instituti Missiologici SVD, Bd. 80). Übersetzt von Frank Mihalic. Steyler Verlag, Nettetal 2003, ISBN 3-8050-0490-7.

  - Bd. 2: 1897–1904, 2001, ISBN 3-8050-0447-8.
  - Bd. 3: 1904–1908, 2002, ISBN 3-8050-0448-6.

### Biographien und Biographisches
- Johannes Kreiten SVD: P. Arnold Janssen, Stifter und erster Generalsuperior der Gesellschaft des Göttlichen Wortes. Ein Lebensbild. In: Steyler Missionsbote, Jg. 36 (1909), S. 85–87, 99–103, 115–118, 131–136, 147–151, 163–167, 179–183; Jg. 37 (1909/1910), S. 3–5, 18–21, 34–39.
- Hermann Fischer: A. Janssen, Gründer des Steyler Missionswerkes. Ein Lebensbild. Verlag der Missionsdruckerei, Steyl 1919.
  - Hermann Fischer: Life of Arnold Janssen. Founder of the Society of the Divine Word and the Missionary Congregation of the Servants of the Holy Ghost. Übersetzt von Frederic M. Lynk. Mission Press S.V.D., Techny, Illinois 1925.
- Franz-Josef Eilers, Bernward Mankau: Er säte Gottes Wort. Ein Bildbuch zum Leben Arnold Janssens. Steyler Verlagsbuchhandlung, Kaldenkirchen/Rhld. 1962
  - 2., erw. Aufl.: Franz-Josef Eilers, Heinz Helf: Er säte Gottes Wort. Arnold Janssen, 1837–1909. Bilder und Dokumente zu seinem Leben. Steyler Verlag, Nettetal 1987, ISBN 3-8050-0189-4.
    - englischsprachige Ausgabe:  Arnold Janssen 1837–1909. A Pictorial Biography. Photographs and Documentation from His Life. Editoral Verbo Divino, Estella 1987, ISBN 84-7151-557-1.
- Fritz Bornemann: Nachrichten über Krankheit und Tod unseres Stifters (= Analecta SVD, Bd. 19). Collegium Verbi Divini, Rom 1969.
- Fritz Bornemann: Arnold Janssen, der Gründer des Steyler Missionswerkes, 1837–1909. Ein Lebensbild nach zeitgenössischen Quellen. Sekretariat Arnold Janssen, Steyl 1969; 3. Aufl.: Steyler Verlag, Nettetal 1992, ISBN 3-8050-0300-5.
  - Fritz Bornemann: Arnoldo Janssen Fundador de los Misioneros del Verbo Divino, Vida y Obra. Editorial Verbo Divino, Estella 1971.
  - Fritz Bornemann: Arnold Janssen. Fondatore die missionari del Verbo Divino 1837–1909. Sekretariat Arnold Janssen, Steyl 1975.
- Josef Alt SVD (Hrsg.): Arnold Janssen: Seine Mission – Unsere Mission, Zeichnungen: Jean Retailleau. Editions Sadifa, Straßburg-Lingolsheim 1984, ISBN 2-903793-16-6.
- Arnold Janssen gestern und heute. Beiträge aus mehr als sechzig Jahren zum Leben und Werk des Steyler Gründers (= Analecta SVD, Bd. 63/II). Collegium Verbi Divini, Rom 1989.
- Josef Alt: Arnold Janssen. Lebensweg und Lebenswerk des Steyler Ordensgründers (= Studia Instituti Missiologici, Bd. 70). Steyler Verlag, Nettetal 1999, ISBN 3-8050-0427-3 <die maßgebliche Biographie>.
  - Josef Alt: El mundo en un meson. Vida u Obra misionera de Arnoldo Janssen. Editorial Verbo Divino, Cochabamba/Bolivia 2002, ISBN 99905-1-020-2.
  - Josef Alt: Journey of Faith. The Missionary Life of Arnold Janssen (= Studia Instituti Missiologici SVD, Bd. 78). Steyler Verlag, Nettetal 2002, ISBN 3-8050-0471-0.
- Stefan Üblackner: Arnold Janssen. Ein Leben im Dienste der Weltkirche. Steyler Verlag, Nettetal 2003. ISBN 3-8050-0500-8.
- Karl Josef Rivinius: Arnold Janssen, der Heilige vom Niederrhein. In: Verbum SVD, Jg. 45 (2004), Heft 4, S. 327–352.

### Artikel in biographischen Lexika
- Heinrich Kroes SVD: Janssen, Arnold. In: Neue Deutsche Biographie (NDB). Band 10, Duncker & Humblot, Berlin 1974, ISBN 3-428-00191-5, S. 341 f. (Digitalisat).
- Harald Wagner: JANSSEN, Arnold. In: Biographisch-Bibliographisches Kirchenlexikon (BBKL). Band 2, Bautz, Hamm 1990, ISBN 3-88309-032-8, Sp. 1552 (Artikel/Artikelanfang im Internet-Archive)., bautz.de
- Karl Müller: Janssen, Arnold. In: Gerald H. Anderson (Hrsg.): Biographical Dictionary of Christian Missions. Simon & Schuster Macmillian, New York 1998, ISBN 0-02-864604-5, S. 328.

### Einzelne Gesichtspunkte
- Edmund Plazinski (Hrsg.): Mit dem Segen der Kirche. Briefe an Arnold Janssen. Steyler Mission, St. Augustin 1975.
- Johannes A. Bauer: Das Presseapostolat Arnold Janssens (1837–1909). Seine Bedeutung für die Entfaltung der Gesellschaft des Göttlichen Wortes und die Ausbildung des Missionsbewusstseins (=  Studia Instituti Missiologici SVD, Bd. 49). Steyler Verlag, Nettetal 1989, ISBN 3-8050-0254-8.
- Jakob Reuter: Vom Geist erfasst und gesandt. Charakterzüge des seligen Arnold Janssen (= Analecta SVD, Bd. 72). Sekretariat Arnold Janssen, Steyl, Nettetal 1993.
- Karl Josef Rivinius: Das Verhältnis von Arnold Janssen und Johann Baptist Anzer in den Anfängen der Steyler Missionsgesellschaft. In: Verbum SVD, Jg. 44 (2003), Heft 2/3, S. 221–260.